# Ball im Savoy (opérette)
Bal au Savoy
Personnages
- Le marquis Aristide de Faublas (ténor)
- Madeleine de Faublas, son épouse (soprano)
- Mustapha Bey, envoyé de l'ambassade de Turquie (ténor-bouffon)
- Daisy Darlington, compositrice de jazz (soubrette)
- Tangolita, une danseuse argentine (alto)
- Archibald, le majordome d'Aristide (baryton)
- Les six épouses divorcées de Mustapha Bey (actrices)
- Célestin Formant (acteur)
- Pomerol, le serveur du Savoy (acteur)
- Monsieur Albert, Chef d'un salon de mode parisien (acteur)
- Ernest Bennuet, un ami de Célestin (acteur)
- Bébé, la dame de compagnie de Madeleine (actrice)
- Invités des Faublas, clients de l'hôtel, personnel de l'hôtel, invités du bal, danseurs (chœur et ballet)

Airs
- Es ist so schön am Abend bummeln zu geh’n
- La bella tangolita
- Oh Mister Brown
- Wenn wir Türken küssen
- Bist du mir treu
- Ich hab einen Mann, der mich liebt
- Toujours l’amour
- Känguruh
- Sevilla

Ball im Savoy (en français Bal au Savoy) est une opérette de Paul Abraham sur un livret d'Alfred Grünwald et Fritz Löhner-Beda composée en 1932.

## Argument

### Prologue
Palais face au Grand Canal de Venise
Il y a quelques heures, le riche noble Aristide de Faublas a épousé la charmante Madeleine. Immédiatement après le mariage, les deux sont partis en lune de miel à Venise.

### Premier acte
Hall d'une villa à Nice
Maintenant, le couple emménage dans la villa d'Aristide à Nice. Afin de célébrer dignement cet événement, elle a invité de nombreux amis, dont l'attaché de l'ambassade de Turquie Mustapha Bey. Alors que l'ambiance atteint son paroxysme, le valet d'Aristide, Archibald, remet un télégramme à son maître. Il vient de son ancienne amante Tangolita, une danseuse tombée en discrédit à cause de son train de vie. Quand Aristide l'a larguée parce qu'il était tombé amoureux de Madeleine, il a voulu adoucir la rupture avec un chèque généreux. La danseuse guillerette, cependant, a refusé le chèque et lui a plutôt fait promettre de l'emmener à un dîner de gala chaque fois que cela lui viendrait à l'esprit. Et aujourd'hui, elle a envie.
Aristide révèle à son ami Mustapha Bey le secret du télégramme. Tous deux réfléchissent à la meilleure façon de gérer la situation, et bientôt le Turc a une idée...
Le valet Archibald arrive avec un deuxième télégramme. Soi-disant, il fut écrit par un compositeur nommé "Pasodoble". Il demande au maître des lieux de lui rendre visite ce soir-là à l'hôtel Savoy de Nice, où il dirigera sa dernière œuvre dans la salle de bal. Ce qu'Aristide et Mustapha Bey ne soupçonnent pas, c'est que la compositrice de jazz Daisy Darlington est à l'origine du pseudonyme "Pasodoble" et qu'elle est une amie de Madeleine. Bien qu'elle ait renoncé au faux télégramme à la demande du Turc, qui est récemment tombé amoureux d'elle, elle a également envoyé à Madeleine un message concernant cet étrange jeu. Madeleine est stupéfaite quand elle découvre ce que son mari mijote. Elle doit voir cela de ses propres yeux. Direction le Savoy !

### Deuxième acte
Antichambre de la salle de bal du Savoy à Nice
Au bal du Savoy, Madeleine a tapé dans l'œil du jeune stagiaire Célestin. Comme il est très timide, Madeleine prend l'initiative. Elle l'attire dans une cabine, sans se rendre compte que son mari prend un repas avec Tangolita dans la cabine voisine. Quand Aristide veut passer un coup de fil à sa femme, qu'il croit chez elle, le chef Pomerol le détourne vers la pièce voisine. Au début, il semble que Madeleine soit prête à jouer le jeu, mais bientôt son cœur explose. Elle accuse publiquement son mari d'infidélité. Aristide se sent humilié et quitte le bal avec colère.

### Troisième acte
Hall d'une villa à Nice
Alors que le comportement de Madeleine est approuvé par la plupart, Aristide est déterminé à divorcer. Par téléphone, il demande à un cabinet d'avocats de lui envoyer un avocat spécialisé dans le divorce. Peu de temps après, l'avocat prend la parole. À la surprise d'Aristide, c'est le même jeune homme qui parlait avec sa femme au bal du Savoy. Il assure à son client qu'absolument rien ne s'est passé entre lui et Madeleine qui croit à une infidélité conjugale. Daisy Darlington, quant à elle, parvient à convaincre son amie Madeleine qu'Aristide n'a pas eu non plus de liaison. Peu à peu, le couple en querelle se réconcilie.
Mustapha Bey ne renonce pas à conquérir Daisy Darlington, qu'il convoite tant. Il s'est déjà marié six fois. Pour souligner sa séduction, il fait défiler toutes ses ex-femmes : Mizzi de Vienne, Blanca de Prague, Lucia de Rome, Mercedes de Madrid, Trude de Berlin et Ilonka de Budapest. Toutes donnent à Mustapha une excellente image. Finalement, Daisy est également encline à devenir la septième épouse du Turc.

## Orchestration
| Instrumentation de Ball im Savoy  |
| Bois                              |
| 1 flûte, 2 clarinettes, 1 basson  |
| Cuivres                           |
| 2 cors, 3 trompettes, 2 trombones |
| Percussions                       |
| Tambours                          |
| Instrument à cordes pincées       |
| 1 harpe, 2 banjos                 |
| Instrument à cordes frappées      |
| 2 pianos                          |

## Première
Lors de la première, les comédiens étaient Gitta Alpár, Rosy Barsony et Oskar Dénes.

## Enregistrements
Les premiers enregistrements furent réalisés quelques semaines avant la première. Plusieurs numéros de l'opérette furent enregistrés sous la direction du compositeur avec certains des solistes vocaux de la première distribution. Un orchestre de studio Lindstrom avec le personnel d'Otto Dobrindt dirigé par Paul Abraham sert d'orchestre d'accompagnement (identifié comme l'orchestre d'Odeon).

## Adaptations
- 1935 : Un bal au Savoy (de), film austro-hongrois réalisé par Stefan Szekely, avec Gitta Alpár et Rosy Barsony
- 1955 : Bal au Savoy, film allemand réalisé par Paul Martin
- 1971 : Ball im Savoy, téléfilm allemand réalisé par Eugen York pour la ZDF